# Niewiadów N126

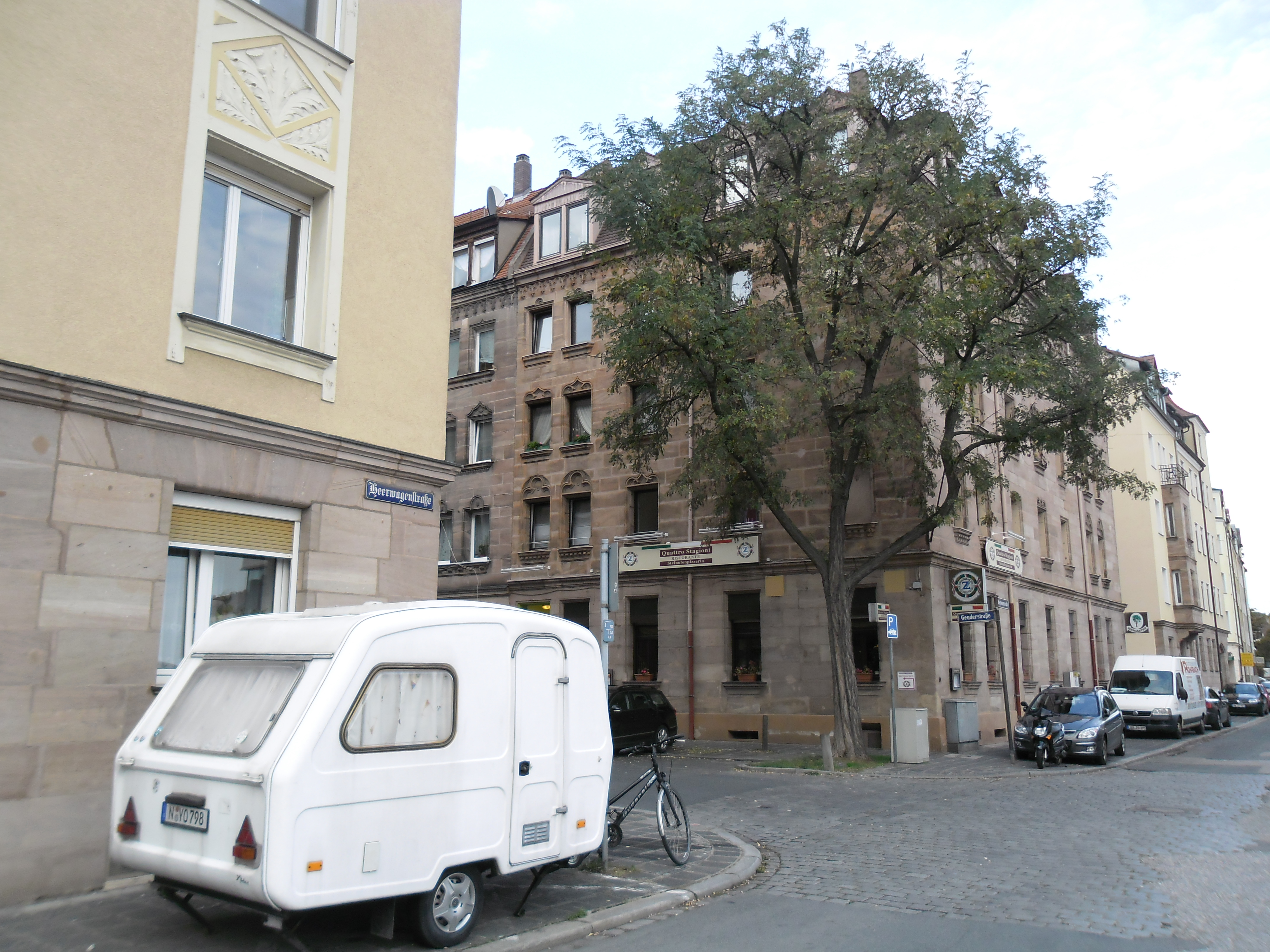
Wohnanhänger N126 in einer Wohngebietsstraße in Nürnberg

Der Niewiadów N126 ist ein Wohnanhänger, der seit 1973 von der 1920 gegründeten und im Ort Osiedle Niewiadów (etwa zehn km nordwestlich von Tomaszów Mazowiecki und 40 km südöstlich von Łódź) ansässigen Firma Niewiadów S.A. hergestellt wird. Die Firma stellt neben Wohnanhängern auch PKW-Anhänger her.

## Geschichte
Die Bezeichnung N126 rührt vom Fiat 126p her, da der Wohnanhänger auf dessen Rahmen basiert. In den mehr als 30 Jahren wurden immer wieder verbesserte Versionen eingeführt (N126a, b, d, e, et). Die Version b hatte im Gegensatz zur Version a eine 220-V-Elektroinstallation mit externem Anschluss, die Version d (für drei Personen) eine Auflaufbremse und zu öffnende Fenster. Bei der Version e ging man zur ursprünglichen Innenausstattung für vier Personen zurück, die Version et (für zwei Personen) verfügt über eine Toilette.
Bei einem Gesamtgewicht ab 750 kg ist der Niewiadów N126 ein Wohnanhänger, der auch von relativ kleinen PKW gezogen werden kann. Es werden auch Versionen mit Aufstelldach angeboten.

## Modelle
- mit Hubdach:

| N-126d  | 3 Personen              |
| N-126e  | 4 Personen              |
| N-126et | 2 Personen mit Toilette |

- ohne Hubdach:[3]

| N-126n  | 4 Personen |
| N-126nt | 2 Personen |
| N-126nl | 2 Personen |

Alle Wohnwagen verfügen serienmäßig über einen Cramer-Gasherd, Spüle und Dometic-Kühlschrank. Optional zur Ausstattung gehören eine Truma-Gasheizung, Badezimmer mit Thetford-Toilette und Vorzelt oder Sonnensegel.
Die Niewiadów-Wohnwagen werden auch in Neuseeland, Japan, Korea, Island und Taiwan vertrieben.